# Монастырь Агарак
Монастырь Агарак (арм. Ագարակի վանք) — армянский монастырь, основанный католикосом Нерсесом Тайеци между 649—653 годов и располагавшийся на территории современной провинции Ыгдыр в Турции. Разрушен в 1922 году турецким правительством. 

## История
Археолог Калантар посетил монастырь в сентябре 1920 года, сделав последнее подробное описание этого места. 
Монастырь состоял из церкви святого Стефана Первомученика, который имел форму четырехлистника с центральным куполом. Крыша была сделана из черепицы, на вершине которой находился сферический камень с крестом (снесенный курдами во время Первой мировой войны). В алтарной и южной апсидах было по три больших окна. 

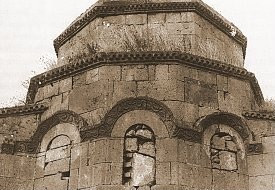
Монастырь Агарак

Была также однонефная церковь с необычно широкой апсидой, имеющей сводчатый потолок, покрытый двускатной крышей. Также необычными были сдвоенные входные двери на южном фасаде.